# Alice Clerici
Alice Clerici (Torino, 15 giugno 1996) è una schermitrice italiana, specializzata nella spada. Ha vinto nel 2019 una medaglia di bronzo ai Campionati mondiali di scherma di Budapest nella spada a squadre, cresciuta all'Accademia Scherma Marchesa di Torino con il Maestro Dario Chiadò, oggi milita nel Gruppo Sportivo Fiamme Oro con il quale ha vinto 3 edizioni della Coppa Europa per club e 4 Campionati Italiani assoluti di spada femminile a squadre.
Nel 2016 a Bourges si è laureata campionessa del Mondo di spada individuale Under-20.

## Palmarès

### Risultati Assoluti
In carriera ha ottenuto i seguenti risultati:
Mondiali
Individuale
A squadre
- Bronzo nella spada a Budapest 2019

Europei
Individuale
A squadre
- Bronzo nella spada a Düsseldorf 2019

Coppa Europa per Club
A squadre
- Oro nella spada a Caserta 2017
- Bronzo nella spada a Caserta 2018
- Argento nella spada a Marcianise 2019
- Argento nella spada a Marcianise 2021
- Oro nella spada a Cagliari 2022
- Oro nella spada a Cagliari 2023

Campionati italiani
Individuale
- Argento nella spada a Palermo 2019
- Bronzo nella spada a Acireale 2014
- Bronzo nella spada a Cagliari 2024

A squadre
- Oro nella spada a Roma 2016
- Oro nella spada a Gorizia 2017
- Oro nella spada a Milano 2018
- Oro nella spada a Palermo 2019
- Oro nella spada a Piacenza 2025
- Argento nella spada a La Spezia 2023
- Bronzo nella spada a Cassino 2021
- Bronzo nella spada a Cagliari 2024
- Oro nella spada a Piacenza 2025

### Risultati giovani
Mondiali giovani
Individuale
- Oro nella spada a Bourges 2016

A squadre
- Oro nella spada a Tashkent 2015

Europei Under-23
Individuale
A squadre
- Oro nella spada a Minsk 2017
- Oro nella spada a Erevan 2018
- Oro nella spada a Plovdiv 2019

Europei giovani
Individuale
A squadre
- Argento nella spada a Gerusalemme 2014
- Bronzo nella spada a Maribor 2015

Europei cadetti
Individuale
A squadre
- Oro nella spada a Budapest 2013

Campionati del mediterraneo giovani
Individuale
- Argento nella spada a Chiavari 2014

A squadre